# Make It Bun Dem
Singles par Skrillex
Bangarang
(2012)
Singles par Damian Marley
Affairs of the Heart
(2010) Can´t Keep Me Down
(2013)
Make It Bun Dem est une chanson du DJ et compositeur américain Skrillex avec le chanteur de reggae jamaicain Damian Marley sortie le 1er mai 2012. La chanson a été produite par Skrillex.

## Culture populaire
La chanson sert de musique d'ambiance et est une opportunité pour Skrillex de faire connaître la musique à un public varié lors d'une des missions du jeu vidéo Far Cry 3.

## Make It Bun Dem After HoursEP
Les premiers remixes officiels faits par Alvin Risk et Culprate ont été dévoilés dans un premier temps : Alvin a joué son remix lors du Freaks of Nature Tour de Kaskade et le remix de Culprate a été joué par le groupe Modestep Radio et le musicien Gemini .
David Heartbreak a ensuite révélé qu'il apparaîtrait sur un remix officiel d'un futur EP.
Le 25 août 2012, Alvin Risk partagé un lien privé via Facebook de son remix qui était présent sur le SoundCloud officiel de Skrillex. Ceci fut uniquement accessible aux personnes qui possédaient le lien. La pochette officielle était également incluse sur la piste, confirmant le titre Make It Bun Dem After Hours.
Le même jour, un set privé sur Soundcloud  a été dévoilé, puis il a été révélé qu'il contiendrait l'EP complet de 6 remixes. Les artistes qui avaient réalisé ces remixes étaient Culprate, Brodinski, French Fries, David Heartbreak, Flinch et Alvin Risk .
La date de sortie a été confirmée le 28 août 2012 par un teaser officiel qui a été téléchargé via la chaîne YouTube de Skrillex le 27 août .
L'EP Make It Bun Dem After Hours a une pochette différente de la première version dévoilée auparavant.

## Liste des pistes
| 1. | Make It Bun Dem                          | 3:33 |
| 2. | Make It Bun Dem (Culprate Remix)         | 3:54 |
| 3. | Make It Bun Dem (Brodinski Remix)        | 4:32 |
| 4. | Make It Bun Dem (French Fries Remix)     | 4:34 |
| 5. | Make It Bun Dem (David Heartbreak Remix) | 3:30 |
| 6. | Make It Bun Dem (Flinch Remix)           | 3:56 |
| 7. | Make It Bun Dem (Alvin Risk Remix)       | 3:59 |

## Classement par pays
| Classement (2012-2013)                        | Meilleure position |
| --------------------------------------------- | ------------------ |
| Australie (ARIA)                              | 27                 |
| Belgique (Flandre Ultratop 50 Singles)        | 15                 |
| France (SNEP)                                 | 87                 |
| Nouvelle-Zélande (RMNZ)                       | 16                 |
| Suède (Sverigetopplistan)                     | 53                 |
| Royaume-Uni (UK Dance Chart)                  | 14                 |
| Royaume-Uni Singles (Official Charts Company) | 66                 |